# Višeslav de Serbia
Višeslav de Serbia (en serbio: Вишеслав, en griego: Βοίσέσθλαβοζ) fue Knez de los serbios entre 768 y 814 (el mismo periodo que Carlomagno). Unió a varias tribus serbias en un estado unificado.

## Biografía
Višeslav era el tataranieto del Arconte Desconocido, el líder de los serbios blancos que colonizó los Balcanes tras un acuerdo con el emperador bizantino Heraclio (610-641).
Gobernó los Županatos de Neretva, Tara, Piva, Lim, sus tierras ancestrales.
Višeslav unió varias provincias serbias (kneževine) y tribus de la Sclaviniae bizantina en el siglo VIII en el Principado de Serbia (conocido anacrónicamente en las fuentes occidentales como Raška o Rascia). En 785, Constantino VI conquista la Sclaviniae de Macedonia ("Sclavenias penes Macedoniam"), situada al sur. Gobernó Serbia como príncipe (knez, arconte, ἄρχοντες)
Le sucedió hijo Radoslav, que gobernó Serbia durante las revueltas de Ljudevit Posavski (819-822) contra los francos. Según los Annales regni Francorum, en 822, Ljudevit huyó desde su capital de Sisak a la corte serbia situada en algún lugar de  Bosnia occidental que controlaba una gran parte de Dalmacia ("Sorabos, quae natio magnam Dalmatiae partem obtinere dicitur").